# Oti-floden
Oti-floden eller Pendjari-floden er en international flod i Vestafrika. Den har sit udspring i Benin, danner grænsen mellem Benin og Burkina Faso, løber gennem Togo og ud i Volta-floden i Ghana.

## Geografi
Oti-floden er omkring 520 km lang. Bifloder på venstre bred i Togo stammer fra Togobjergene mod syd. En af dens østlige bifloder er Kara-floden, hvor sammenløbet er på grænsen mellem Ghana og Togo, hvor en anden biflod, Koumongou-floden, slutter sig til fra syd. Otis udmunding var tidligere ved Volta-floden, men den løber nu ind i Voltareservoiret i Ghana.
Floden krydser den nordlige del af Togo i en savanneklædt dal der er omkring 40 til 50 km bred. Langs kanten af floden er galleriskov, som oversvømmes med jævne mellemrum. Den tørre sæson her varer fra omkring november til april, med den varme tørre Harmattan- vind, der blæser fra nord. På denne tid af året er flodens strømning minimal. Både Oti og Koumongou har flodsletter, omkring 10 og 4 km brede. Disse oversvømmes i vid udstrækning i den regntiden, men i den tørre sæson bliver de til tørre, støvede sletter, med lejlighedsvis en dam eller sø i en lavningerne. Der græsser kvæg på flodsletterne i den tørtiden. Der er også en del småskala dyrkning af afgrøder, og der er jagt på vildt.

### Internationale grænser
Floden udgør en del af de internationale grænser mellem Ghana, Burkina Faso, Togo og Benin.

### Parker
Oti-floden løber gennem Pendjari nationalpark i Benin  og Oti-Kéran nationalpark i Togo.